# Val Gerola
La val Gerola è una valle delle Alpi Orobie Valtellinesi, in provincia di Sondrio. È uno dei due rami in cui si divide la valle del Bitto, insieme alla valle di Albaredo; per questo viene anche chiamata valle del Bitto di Gerola. È attraversata dal torrente Bitto, che dà il nome al noto formaggio DOP prodotto nella vallata.
Nella parte superiore la valle è contornata da diverse cime, come il pizzo dei Tre Signori, il pizzo di Trona, il monte Valletto e il monte Ponteranica. Sono inoltre presenti diversi laghi alpini (Pescegallo, Trona, Zancone, Inferno) e rifugi (Salmurano, Trona Soliva, FALC) che servono gli escursionisti.